# Primera División de Irlanda
La Liga de Primera División de Irlanda (en inglés: League of Ireland First Division; irlandés: CEAD Roinn Sraith na hÉireann) es el segundo nivel del sistema de liga nacional del fútbol profesional en la República de Irlanda. La división fue formada en 1985 como resultado de la decisión de dividir la Liga de Irlanda en dos divisiones, que también creó la Liga de Primera División de Irlanda. En 2009, la FAI rechazó las propuestas de los clubes para eliminar la división y restaurar la Liga de Irlanda a su estructura original.

## Clubes 2025
| Equipo         | Ciudad     | Estadio              | Capacidad |
| -------------- | ---------- | -------------------- | --------- |
| Athlone Town   | Athlone    | Athlone Town Stadium | 5,000     |
| Bray Wanderers | Bray       | Carlisle Grounds     | 4,000     |
| Cobh Ramblers  | Cobh       | St. Colman's Park    | 3,000     |
| Dundalk        | Dundalk    | Oriel Park           | 4,500     |
| Finn Harps     | Ballybofey | Finn Park            | 4,458     |
| Kerry F.C.     | Tralee     | Mounthawk Park       | 1,150     |
| Longford Town  | Longford   | Bishopsgate          | 4,960     |
| Treaty United  | Limerick   | Market´s Field       | 5,000     |
| UCD Dublin     | Dublín     | UCD Bowl             | 3,000     |
| Wexford        | Crossabeg  | Ferrycarrig Park     | 2,500     |

## Palmarés
| Temporada | Campeón          | Otros ascensos                 |
| --------- | ---------------- | ------------------------------ |
| 1985-86   | Bray Wanderers   | Sligo Rovers                   |
| 1986-87   | Derry City       | Shelbourne                     |
| 1987-88   | Athlone Town     | Cobh Ramblers                  |
| 1988-89   | Drogheda United  | UCD Dublin                     |
| 1989-90   | Waterford United | Sligo Rovers                   |
| 1990-91   | Drogheda United  | Bray Wanderers                 |
| 1991-92   | Limerick City    | Waterford United               |
| 1992-93   | Galway United    | Cobh Ramblers, Monaghan United |
| 1993-94   | Sligo Rovers     | Athlone Town                   |
| 1994-95   | UCD Dublin       | Drogheda United                |
| 1995-96   | Bray Wanderers   | Finn Harps, Home Farm          |
| 1996-97   | Kilkenny City    | Drogheda United                |
| 1997-98   | Waterford United | Bray Wanderers                 |
| 1998-99   | Drogheda United  | Galway United                  |
| 1999-00   | Bray Wanderers   | Longford Town, Kilkenny City   |
| 2000-01   | Dundalk          | Monaghan United                |
| 2001-02   | Drogheda United  | -----                          |
| 2002-03   | Waterford United | -----                          |
| 2003      | Dublin City      | -----                          |
| 2004      | Finn Harps       | UCD Dublin, Bray Wanderers     |
| 2005      | Sligo Rovers     | Dublin City                    |
| 2006      | Shamrock Rovers  | Galway United                  |
| 2007      | Cobh Ramblers    | Finn Harps                     |
| 2008      | Dundalk          | -----                          |
| 2009      | UCD Dublin       | Sporting Fingal                |
| 2010      | Derry City       | -----                          |
| 2011      | Cork City        | Shelbourne, Monaghan United    |
| 2012      | Limerick         | -----                          |
| 2013      | Athlone Town     | -----                          |
| 2014      | Longford Town    | Galway FC                      |
| 2015      | Wexford Youths   | Finn Harps                     |
| 2016      | Limerick FC      | Drogheda United FC             |
| 2017      | Waterford FC     | -----                          |
| 2018      | UCD Dublin       | Finn Harps                     |
| 2019      | Shelbourne FC    | -----                          |
| 2020      | Drogheda United  | Longford Town                  |
| 2021      | Shelbourne FC    | U.C.D.                         |
| 2022      | Cork City F.C.   | -----                          |
| 2023      | Galway United    | Waterford                      |
| 2024      | Cork City F.C.   | -----                          |

## Títulos por club
| Club             | Campeón | Años campeón                 |
| ---------------- | ------- | ---------------------------- |
| Drogheda United  | 5       | 1989, 1991, 1999, 2002, 2020 |
| Waterford United | 4       | 1990, 1998, 2003, 2017       |
| Bray Wanderers   | 3       | 1986, 1996, 2000             |
| Limerick City †  | 3       | 1992, 2012, 2016             |
| UCD Dublin       | 3       | 1995, 2009, 2018             |
| Cork City        | 3       | 2011, 2022, 2024             |
| Derry City       | 2       | 1987, 2010                   |
| Athlone Town     | 2       | 1988, 2013                   |
| Sligo Rovers     | 2       | 1994, 2005                   |
| Dundalk          | 2       | 2001, 2008                   |
| Shelbourne FC    | 2       | 2019, 2021                   |
| Galway United    | 2       | 1993, 2023                   |
| Kilkenny City †  | 1       | 1997                         |
| Dublin City †    | 1       | 2003                         |
| Finn Harps       | 1       | 2004                         |
| Shamrock Rovers  | 1       | 2006                         |
| Cobh Ramblers    | 1       | 2007                         |
| Longford Town    | 1       | 2014                         |
| Wexford Youths   | 1       | 2015                         |

- † Equipo desaparecido.